# Samson terrassant un Philistin
La sculpture de Samson terrassant un Philistin est le plus ancien des grands groupes en marbre réalisés par Giambologna, sculpteur des Médicis de Florence, et la seule œuvre importante de l'artiste à avoir quitté l'Italie. Elle a été commandée vers 1562 par François Ier de Médicis pour une fontaine à Florence. Elle a ensuite été envoyée en cadeau à l’Espagne et placée au Palacio de la Ribera, à Valladolid. Le groupe fut présenté au prince de Galles, plus tard roi Charles Ier d'Angleterre, en 1623 alors qu'il était en Espagne pour négocier un contrat de mariage, et devint rapidement la sculpture italienne la plus célèbre d'Angleterre. À son arrivée en Angleterre, elle fut confiée au favori du roi, le duc de Buckingham, et changea ensuite de mains trois fois avant d'arriver au Victoria and Albert Museum en 1954. 

## Description
La sculpture montre Samson brandissant la mâchoire d'un âne afin de tuer l'un des Philistins qui l'ont provoqué. C'est un bon exemple des points de vue multiples observables dans les travaux de Giambologna ; le mouvement en spirale des corps signifie qu'il n'y a pas de point de vue unique. La pose dramatique est basée sur une composition de Michel-Ange, qui avait environ soixante-dix ans lorsque Giambologna l'a rencontré à Rome. Le groupe a été sculpté dans un seul bloc de marbre. Bien que le marbre se soit altéré pendant trois siècles exposé à l’extérieur, il laisse encore voir finesse de la sculpture de l'artiste. 

## Liens externes

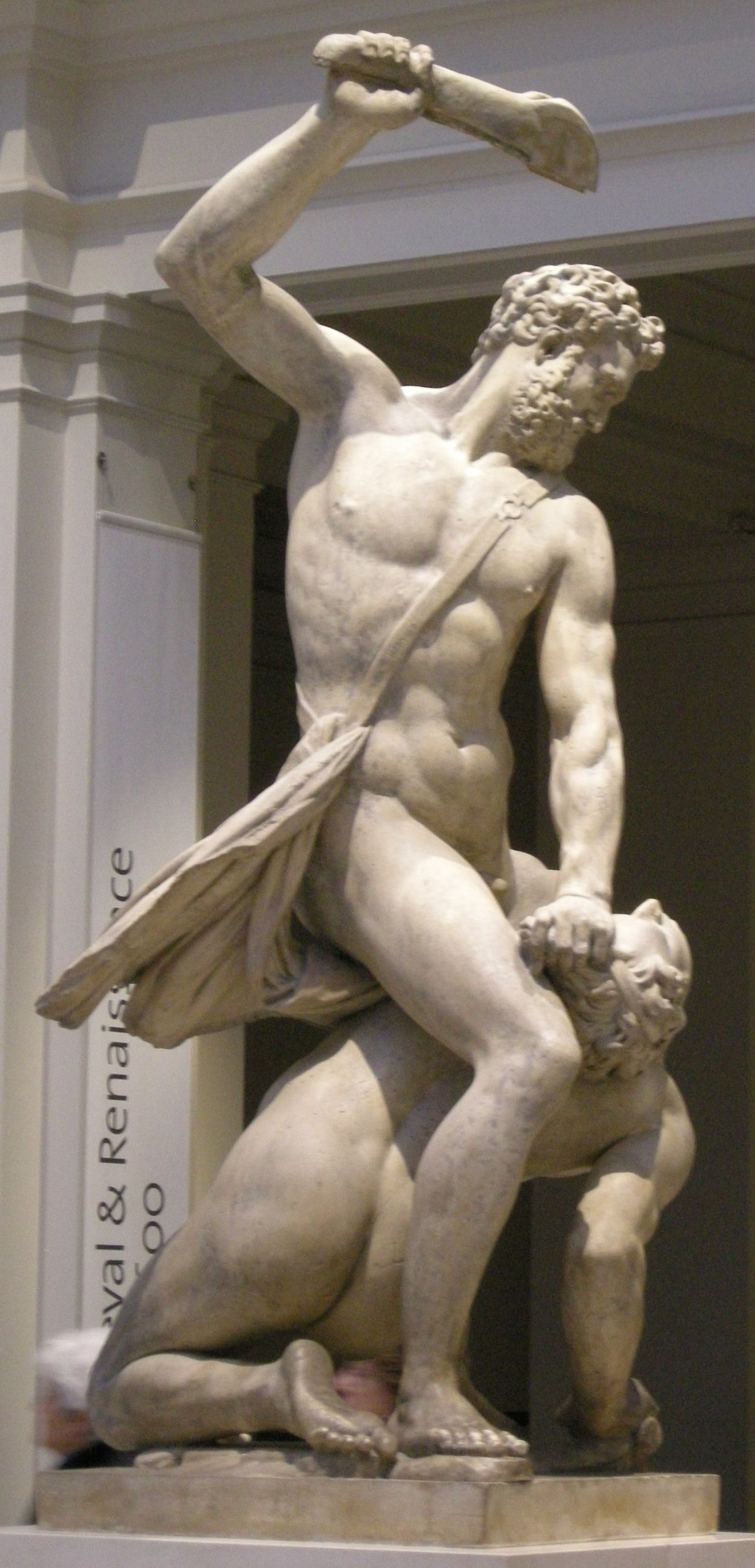
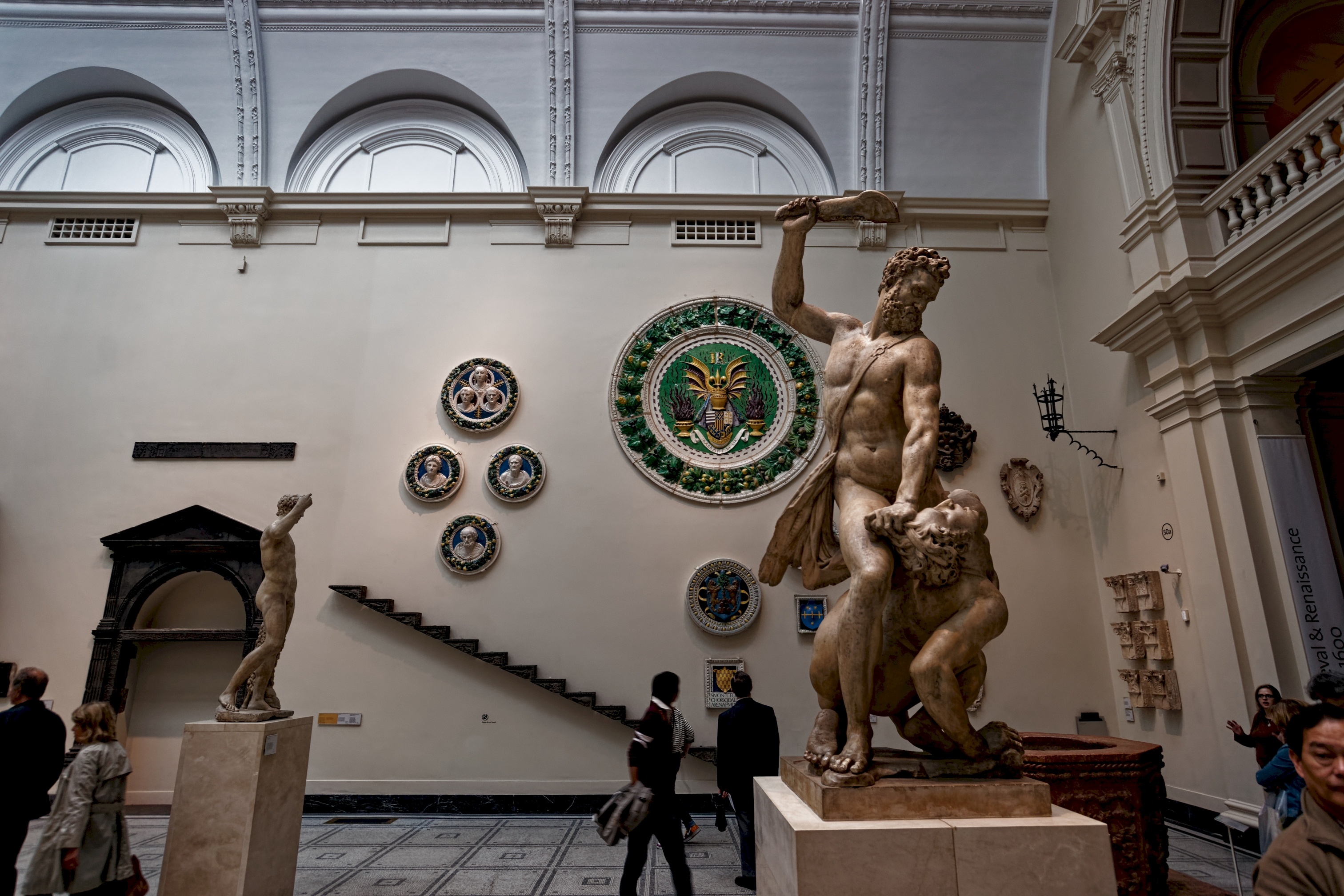
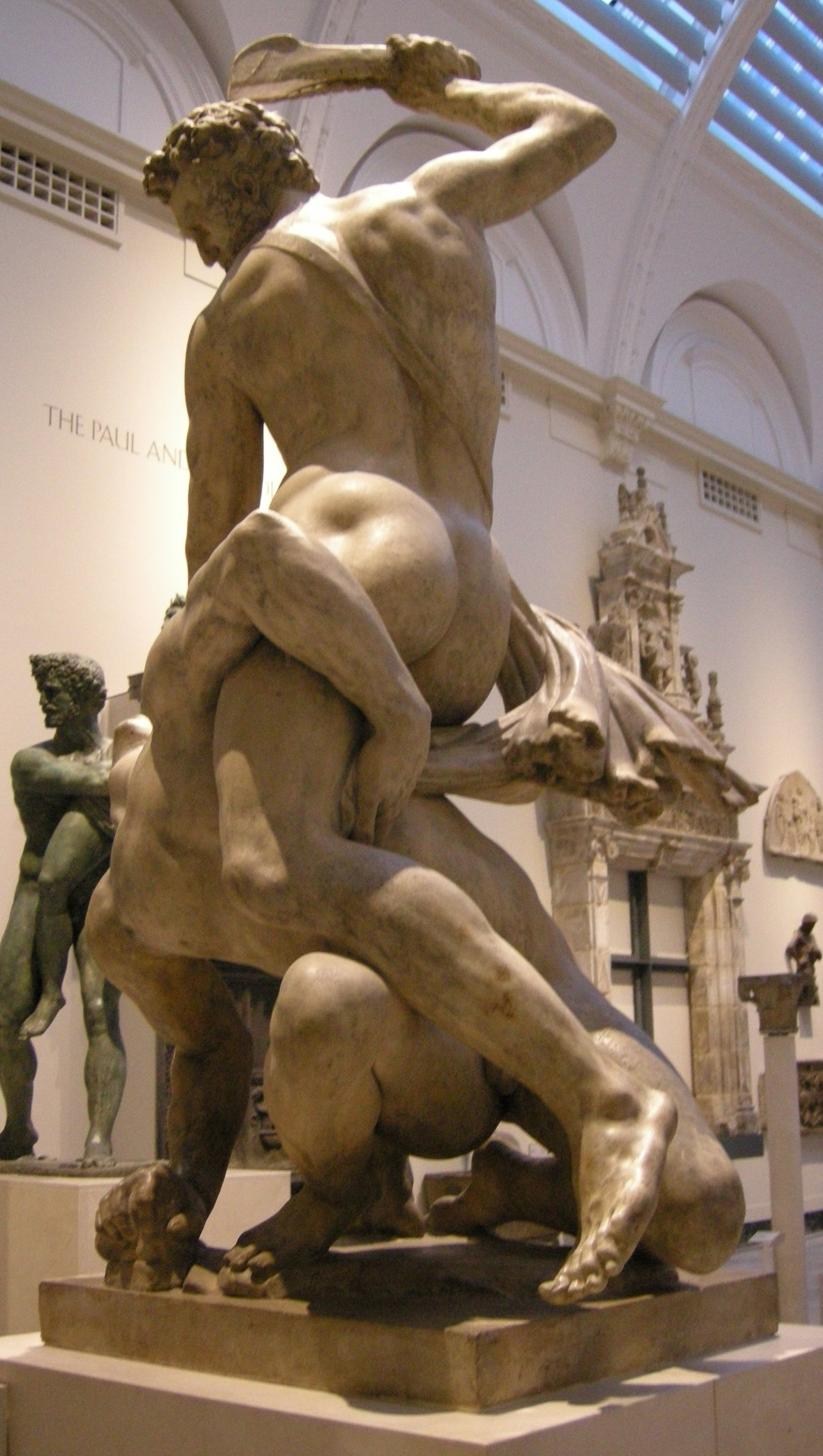